# Jo Baer

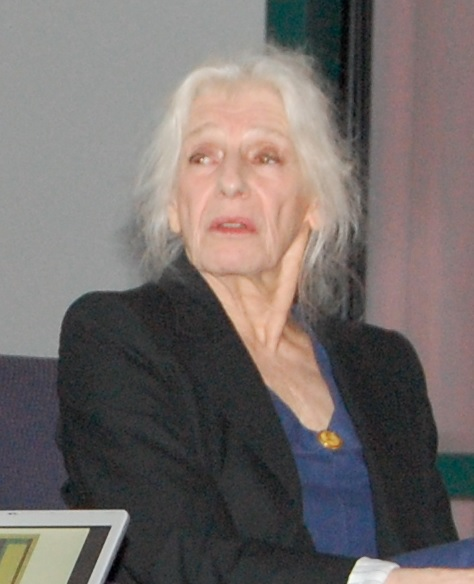
Jo Baer (2011)

Jo Baer (* 7. August 1929 als Josephine Gail Kleinberg in Seattle, Washington, USA; † 21. Januar 2025 in Amsterdam) war eine US-amerikanische Malerin und Grafikerin. Sie gilt als bedeutende Vertreterin des Minimalismus in der Kunst.

## Leben und Werk
Jo Baer studierte von 1946 bis 1949 Biologie an der University of Washington in Seattle. Sie nahm Abendkurse in Malerei und Zeichnen. Im Jahr 1950 arbeitete sie in einem Kibbutz in Israel und zog nach New York City.
Jo Baers frühe Arbeiten sind noch von einer Bewunderung der Abstrakten Expressionisten, insbesondere der Künstler Arshile Gorky, Robert Motherwell und Mark Rothko, geprägt. Später wendete sie sich der Hard-Edge-Malerei zu. Sie gewann ihre eigene künstlerische Ausdrucksweise im Minimalismus und gilt als eine der Wegbereiterinnen des Minimalismus in der Kunst.
In den späten 1950er Jahren sind ihre Arbeiten von ihrem „kantigen“ Stil geprägt, der an ihr Hard-Edge-Frühwerk anknüpft. Ihre minimalistischen Malereien bestehen oft aus Serien von großen und kleinen Quadraten oder vertikalen und horizontalen Rechtecken. Sie legt eine besondere Betonung auf die Konturen und auf die Begrenzungslinien des Bildes. Seit der Mitte der 1960er Jahre schuf sie auch zahlreiche horizontal oder vertikal angeordnete Diptychen und Triptychen.
Im Jahr 1968 wurden Arbeiten von ihr auf der 4. documenta in Kassel in der Abteilung Malerei gezeigt. Im Jahr 1975, auf dem Höhepunkt ihrer Karriere, gab es eine große Retrospektive im New Yorker Whitney Museum of American Art. Nach dieser Ausstellung wendete sie sich vom Druck des New Yorker Kunstmarkts ab und widmete sich ihren strukturellen Bildern. Sie zog zuerst nach Irland, dann nach London und schließlich nach Amsterdam.
Ihre erste Einzelausstellung hatte sie 1969 in der Galerie Rolf Ricke. 2013 widmete das Museum Ludwig als erste deutsche Institution Jo Baer eine Einzelausstellung. Weitgehend unbekannte Zeichnungen werden von bedeutenden Werken auf Leinwand ergänzt, rund 170 Werke und damit die bislang umfangreichste Werkschau Baers.
Von 1960 bis 1970 war Jo Baer mit dem Maler John Wesley verheiratet.
Im Januar 2025 starb sie im Alter von 95 Jahren.

## Werke in Sammlungen
Ihre Arbeiten sind (unter anderem) Teil der ständigen Sammlungen des Museum of Modern Art, New York, der Tate Gallery in London, des Art Institute of Chicago, des Seattle Art Museums, des Museum für Moderne Kunst, Frankfurt, des Kröller-Müller Museum, Otterlo und der National Gallery of Art, Washington, D.C.